# Schvirat ha-Kelim
Mit Schvirat ha-Kelim, auch Schewirat ha-Kelim (hebräisch שבירת הכלים ‚Bruch der Gefäße‘) bezeichnet die lurianische Kabbala das Zerbrechen der Sefiroth-Gefäße als Teil des Schöpfungs- beziehungsweise Weltentstehungsprozesses. Das Zerbrechen ist die Katastrophe, die sich während der Schöpfungsgeschichte, (hebräisch בְּרֵאשִׁית bereschit, deutsch ‚Im Anfang‘), Gen 1,1–2,3(4a)  ereignet haben soll.

## Lurianisch kabbalistische Vorstellungen
Nach kabbalistisch (metaphorischer) Vorstellung „zog sich“ der allgegenwärtige Gott (hebräisch ‚En Sof‘) „in sich selbst zurück“. Ein Vorgang, der in der lurianischen Kabbala als Tzimtzum  (hebräisch צמצום ‚Kontraktion‘) bezeichnet wird.
In den so entstandenen „leeren Raum“ sandte, emanierte er einen Lichtstrahl „Licht“, dass die „göttliche Energie oder Licht“ (hebräisch אור or), der den eigentlichen Schöpfungsakt einleiten sollte.
Die Zehn Gefäße, die Sephiroth, sie sinnbildlichen die Harmonie des Universums, sollten diesen Lichtstrahl auffangen. Die Sephiroth aber konnten den gewaltigen göttlichen Lichtstrom jedoch nicht fassen, die sieben unteren Gefäße zerbrachen, ihre „Scherben“ vereinten sich mit Funken göttlichen Lichts und fielen in den Abgrund. Der „Bruch der Gefäße“ steht symbolisch für eine Welt in Dysbalance. Sie wird interpretiert als eine Welt, in der das Böse Einzug hielt.

## Erläuterungen
Der Weltentstehungsprozess, laut der lurianischen Kabbala, begann mit dem Tzimtzum, der Selbstkontraktion des En Sof, gefolgt von der Lichtemanation in den entstandenen Freiraum (Ha’azala). Während die Gefäße der drei ersten Sefiroth Keter, Ḥochmā und Binā das Licht normal aufnehmen konnten, brachen die für die Begrenzung des Lichtes vorgesehenen Gefäße der übrigen Sefiroth. Ein Teil des Lichts strömte wieder zurück, während ein anderer Teil mit den Scherben in die materielle Welt hinabsank. Diese hinabgesunkenen Funken des göttlichen Lichts wurden im Ur-Abgrund (tehôm rabbā’) zu „Lebenskräften“ für die aus den Scherben der Gefäße entstandenen Qlīpōt (‚Schalen‘) und die aus ihnen entstandene „Gegenwelt des Bösen und der Dämonen“. Dieser Bruch „schafft eine räumlich-quantitative Zerteilung des Lichtes und setzt zugleich einen zeitlichen Halte-, Rückkehr- und nachfolgenden Neuemanationspunkt des Emanationsgeschehens“.

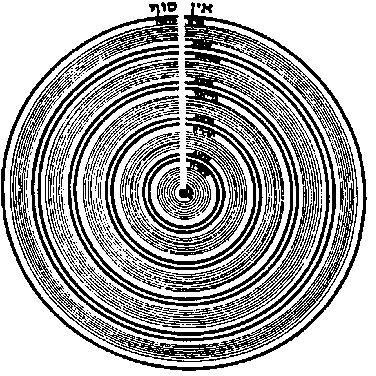
Diagramm der fünf Welten. Im Zentrum der Emanationskreise befindet sich laut des Zohars das Ein Sof. Das Konzept der Qlīpōt ist nicht räumlich gedacht. Die Sephiroth sind im Diagramm als „Kreise“ dargestellt.

## Bruch der Gefäße  und Sephiroth
Zum ‚Bruch der Gefäße‘ sind drei Erklärungen überliefert. Eine sieht ihn als unvermeidliche Folge von Mängeln in der „Welt der Punkte“ an, eine zweite versteht ihn nicht als „Ur-‚Malheur‘ wie in der Gnosis“, sondern als notwendiges „Mittel zur Hervorbringung des Bösen, dessen Existenz erst die freie Willensentscheidung […] ermöglicht und Lohn und Strafe begründet“. Bei der dritten „wird der ‚Bruch der Gefässe‘ z. T. im Sinne einer radikalen monistischen Integration des Bösen gedeutet, nämlich als notwendiger Akt (a) zur Ausscheidung der Dîn-Wurzeln in Gott selbst und (b) zur Reinigung der ‚Gefässe‘ von ‚Schlacken‘“. Sie sind „zwar systematisch nicht harmonisierbar“, spiegeln aber die für Luria und seine Zeitgenossen mit der Existenz des Bösen verbundene Problematik.
Nach dem ‚Bruch der Gefäße‘ musste eine Neuordnung der Sephiroth durch einen neuerlichen Emanationsstrahl aus der Stirn des Adam Qadmon folgen. Das Ergebnis sind die fünf partzufīm ‚Gesichter‘ zur Strukturierung der Sephiroth:
- ’Arîk-’anpîn ‚der Langmütige‘ bzw. ‘Attîqā qaddîšā ‚der Heilige Alte‘: Sefira I
- Abbā ‚der Vater‘: Sefira II
- Immā ‚die Mutter‘: Sefira III
- Ze’ir ‘anpin ‚der Zornmütige‘, ‚Ungeduldige‘: Sefira IV-IX
- Rachel ‚die Tochter‘: Sefira X

Die nun geschaffenen fünf Gestalten finden sich fortan in allen „Vier Welten der Sephiroth“, (hebräisch עולמות olamot) wieder: der Welt der Emanation (Olam Atzilut, hebräisch עולם אצילות ‚die Welt der Erhabenheit‘), der ‚Welt der Schöpfung‘ (Olam Briyah עולם בריאה), der ‚Welt der Formung‘ (Olam Jetzirah, עולם יצירה ‚die Welt der Formgebung‘) und der ‚Welt der Tat‘ (Olam Asiyah, hebräisch עולם עשיה ‚die Welt der Tat‘) und aus ihnen emanieren die fünf Seelen der Organe und Körperteile Adams (Nefeš ‚der Geist‘, Rūaḥ ‚der Wind‘, Nəšāmā ‚die Seele‘, Ḥayā ‚das Leben‘ und Yəḥīdā ‚die Einmaligkeit‘). Jede menschliche Seele ist ein Funken (niṣōṣ) der Seelen des Adams, (hebräisch אָדָם ādām, deutsch ‚der Mensch als Gattungsbegriff‘). Durch den Sündenfall kam es jedoch zu einer Vermischung der Funken des Guten mit den Funken des Bösen (der Qlīpōt), wobei das Volk Israel die reinsten Seelen, die Nichtjuden die übrigen Seelen erhielten. So kommt es, dass alle Seelen einen Anteil des Guten und des Bösen enthalten, was erst durch die Ankunft des Messias aufgehoben wird. Bis dahin wandern die Seelen durch die Körper von Menschen und Tieren sowie von unbelebten Gegenständen (Gīlgūl ‚Reinkarnation‘). Der Mensch ist vor die Aufgabe gestellt, den Makel zu beheben, indem er die hinabgesunkenen Funken hervorhebt und somit zur Restitution der Schöpfung beiträgt.
Eine gereinigte Seele, die einige religiöse Pflichten vernachlässigt hat, kann ins irdische Leben zurückgesendet werden und mit einer anderen Seele verschmelzen (Ibbur), um so eine Wiedergutmachung zu erreichen. Auch eine bösartige Verschmelzung (Dibbuk) ist möglich.